# Willy Michiels (Huizingen)
Willy Michiels (Huizingen, 18 juli 1942 - Anderlecht, 30 juni 2016) was een Belgisch politicus voor de Volksunie en vervolgens de VLD.

## Levensloop
Hij volgde klassieke humaniora aan het Onze-Lieve-Vrouwcollege te Halle. In 1962 ging hij aan de slag bij een verzekeringsmaatschappij en vanaf 1976 was hij actief als zelfstandig makelaar.
Michiels werd politiek actief voor de Volksunie. In 1969 werd hij voorzitter van de VU-afdeling van Zottegem, totdat hij in 1973 naar Beersel verhuisde. Hij werd er bestuurslid en voorzitter van de plaatselijke VU-afdeling.
Van juli tot november 1991 zetelde hij tevens in opvolging van Hans De Belder in de Belgische Senaat als provinciaal senator voor de provincie Brabant. Bij de verkiezingen van 24 november 1991 geraakte hij echter niet meer herkozen. 
In 1992 behoorde hij tot de groep rond Jaak Gabriëls en André Geens die de Volksunie verliet om toe te treden tot de VLD. Tot in 1996 was Michiels ondervoorzitter van de VLD-afdeling van Beersel.